# Wilson D. Wallis
Wilson Dallam Wallis (* 7. März 1886 in Forest Hill (Maryland); † 15. März 1970 in South Woodstock (Connecticut)) war ein US-amerikanischer Anthropologe. 
Wilson D. Wallis war 1907  Rhodes-Stipendiat an der Universität Oxford, wo er unter E. B. Tylor studierte. Er forschte über Religion in sogenannten „primitiven Gesellschaften“ und zu nordamerikanischen Indianerstämmen.

## Schriften
- Messiahs - Christian and Pagan, 1918
- Why do we laugh?. In: The Scientific Monthly. Band XV, 1922
- An Introduction to Anthropology, 1926
- Culture and Progress, 1930
- Religion in Primitive Society. New York 1939
- Messiahs: Their Role in Civilization, Washington D.C., 1943
- The Malecite Indians of New Brunswick. Ottawa 1957
- The Micmac Indians of eastern Canada. Minneapolis 1955